# Thomas Butler (bobbista)
Charles Thomas Butler, detto Tom (Saranac Lake, 11 giugno 1932 – Florida, 21 novembre 2019), è stato un bobbista statunitense.

## Biografia
Viene ricordato come vincitore di una medaglia di bronzo nel bob a quattro alle olimpiadi di Cortina d'Ampezzo 1956 (insieme ai connazionali Art Tyler, William L. Dodge e James Ernest Lamy). Il tempo totalizzato fu di 5:12,39 con una differenza minima con gli italiani (5:12,10) e con un distacco inferiore ai due secondi dalla svizzera, 5:10,44.
Ai campionati mondiali conquistò quattro medaglie: bronzo nel bob a quattro ed argento nel bob a due nell'edizione 1957, oro nel bob a quattro (con Arthur Tyler, Parker Vooris e John Cole) e bronzo nel bob a due nel 1959. Entrambe le rassegne iridate si svolsero a St. Moritz, Svizzera.
Si è laureato nel 1955 alla Brown University.